# محمد الحاج
محمد يحيى الحاج حسن مواليد 27 أغسطس 1995 في ، السعودية، هو لاعب كرة قدم تشادي يلعب لنادي سترة البحريني في خط الوسط .
لعب سابقاً في نادي الثقبة ونادي الوشم ونادي سترة.

## الحياة الشخصية
هو شقيق اللاعب عثمان الحاج .